# Тропа Санта-Фе
Тропа Санта-Фе — название маршрута через центральную часть США, существовавшего в XIX веке и связывавшего Франклин, штат Миссури, с Санта-Фе, штат Нью-Мексико. Маршрут тропы был проложен в 1821 году в ходе экспедиций Уильямом Бекнелла и Гленна — Фаулера, эта дорога была жизненно важным торговым и военным маршрутом до строительства железной дороги в Санта-Фе в 1880 году. Санта-Фе находилась около конца дороги Камино-Реал-де-Тьерра-Адентро, которая вела на юг, к Мексике. Тропа Санта-Фе активно использовалась американскими войсками в 1846 году, в первую очередь по ней осуществлялось американское вторжение в Нью-Мексико во время Американо-мексиканской войны.

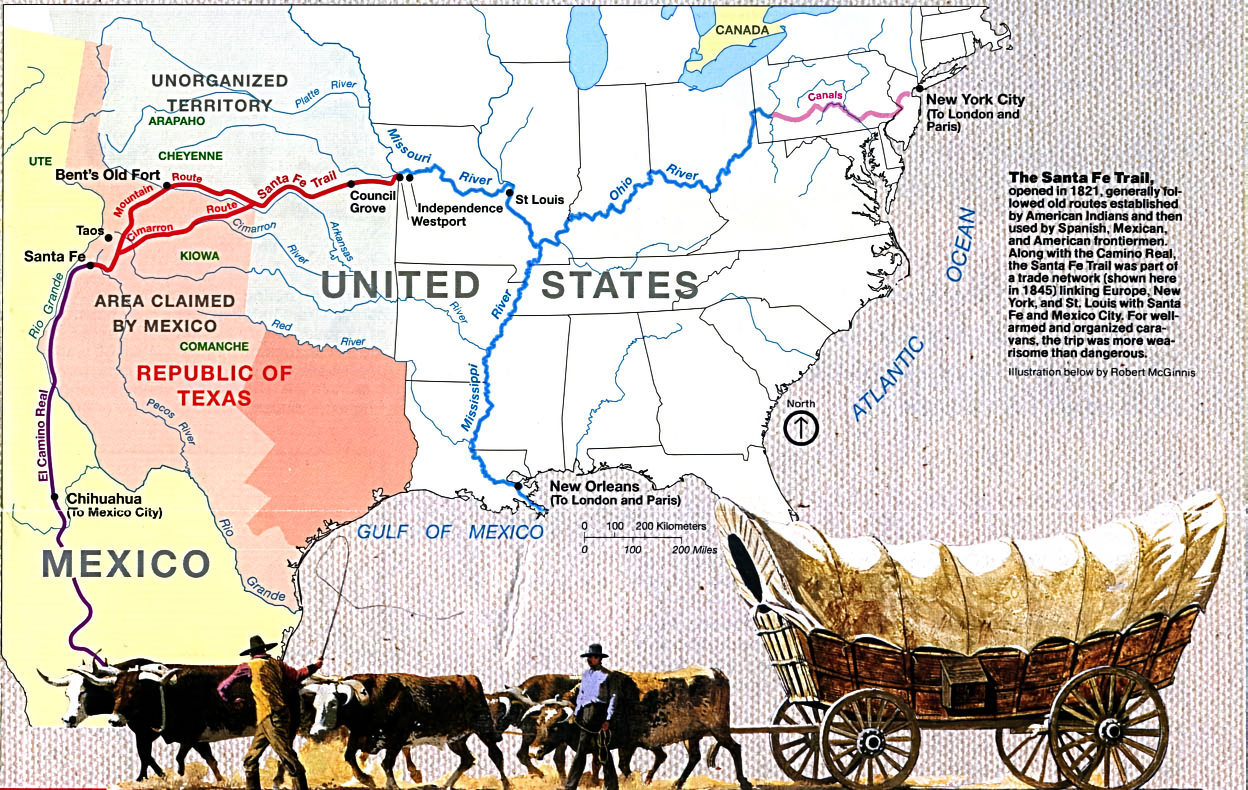
Карта пути по тропе Санта-Фе

Маршрут пересекал так называемую Команчерию — территорию индейского народа команчей, которые требовали плату за предоставление прохода по дороге. Американцы регулярно атаковали команчей на этом маршруте, считая недопустимым то, что они должны платить своего рода дань за право прохода к Санта-Фе, и к началу 1850-х годов все команчи были вынуждены окончательно покинуть этот район, после чего там стали появляться американские поселения.
После захвата США своего нынешнего Юго-Запада, завершившегося после Американо-мексиканской войны, тропа стала основой для экономического развития и основания здесь американских поселений и играла жизненно важную роль в расширении влияния США на приобретённых землях. Сегодня эта дорога включена в список американских национальных исторических памятников.